# Per fare l'amore
Per fare l'amore è il settimo singolo della cantante italiana Irene Grandi, pubblicato nel giugno del 2001.

## La canzone
Il testo del brano è stato composto dalla stessa Grandi in collaborazione con Stefano "Steve" Luchi, Pietro Stefanini e Francesco Sighieri.
La cantante si diverte a mettere in contrasto un impianto sonoro techno-rock con un testo solare e romantico.

## Video musicale
Il videoclip è stato diretto da Luca Lucini, e girato nel vecchio carcere di Monza in 16mm.

## Tracce
1. Per fare l'amore
2. La tua ragazza sempre (Dub vocal Remix)

## Classifiche
| Classifica (2001) | Posizione massima |
| ----------------- | ----------------- |
| Italia            | 22                |